# Heavy Weather
《Heavy Weather》는 1977년 3월, 컬럼비아 레코드를 통해 발매된 미국의 재즈 퓨전 밴드 웨더 리포트의 일곱 번째 스튜디오 음반이다. 이 음반은 원래 약 500,000장이 팔렸는데, 이 음반은 이 밴드의 가장 상업적으로 성공한 음반이 될 것이다. 《Heavy Weather》는 《다운 비트》 잡지로부터 5성 평가를 받았고, 그 출판물의 독자들에 의해 올해의 재즈 음반으로 선정되었다.
재즈 스탠더드 〈Birdland〉를 특징으로 하는 이 음반은 컬럼비아 재즈 카탈로그에서 베스트셀러 중 하나이다. 이 오프닝 트랙은 상업적으로 큰 성공을 거두었으며, 전형적인 기악곡은 아니었다. 이 멜로디는 조 자비눌의 익명 솔로 음반에 수록된 〈Dr Honoris Causa〉의 일부로 밴드에 의해 라이브로 연주되었다.
라이너 노트에서 라이브 녹음으로 언급되지는 않았지만, 1976년 여름 몽트뢰에서 열린 밴드의 콘서트에서 〈Rumba Mamá〉(마놀로 바드레나, 알렉스 아쿠냐의 타악기 및 보컬 기능)가 녹음되었고, 이 중 2007년 DVD로 영화가 발매되었다.

## 평가
| 전문가 평가                          | 전문가 평가 |
| 평가 점수                            | 평가 점수   |
| 출처                                 | 점수        |
| ------------------------------------ | ----------- |
| Rolling Stone                        | (Not Rated) |
| The Rolling Stone Jazz Record Guide  | [ 3 ]       |
| The Penguin Guide to Jazz Recordings | [ 4 ]       |

1977년 6월 《롤링 스톤》 리뷰에서 댄 오펜하이머는 밴드가 이전의 음악에서 벗어나 다른 재즈 록 밴드에서 두드러진 많은 공간, 멜로디, 통쾌한 느낌을 잃었지만, "더 바쁘고 수다스러운 스타일을 개발하는 데 도움이 되는" 새로운 베이시스트가 되었다고 느꼈다. 그리고 그들의 음악은 이전에 "올라가기만 했다가 올라가고, 올라갈수록 더 아름다워졌고, 새로운 바닥이 세상을 변화시킨다"고 말했다.

## 곡 목록
| #  | 제목                  | 작곡              | 재생 시간 |
| -- | --------------------- | ----------------- | --------- |
| 1. | 〈Birdland〉          | 조 자비눌         | 5:57      |
| 2. | 〈A Remark You Made〉 | 자비눌            | 6:51      |
| 3. | 〈Teen Town〉         | 자코 파스토리우스 | 2:51      |
| 4. | 〈Harlequin〉         | 웨인 쇼터         | 3:59      |

| #  | 제목            | 작곡                           | 재생 시간 |
| -- | --------------- | ------------------------------ | --------- |
| 1. | 〈Rumba Mamá〉  | 마놀로 바드레나, 알렉스 아쿠냐 | 2:11      |
| 2. | 〈Palladíum〉   | 웨인 쇼터                      | 4:46      |
| 3. | 〈The Juggler〉 | 자비눌                         | 5:03      |
| 4. | 〈Havona〉      | 파스토리우스                   | 6:01      |